# Poecilopharis detanii
Poecilopharis detanii är en skalbaggsart som beskrevs av Jakl 2009. Poecilopharis detanii ingår i släktet Poecilopharis och familjen Cetoniidae. Inga underarter finns listade i Catalogue of Life.